# Aquamyces chlorogonii
Aquamyces chlorogonii är en svampart som först beskrevs av Serbinow, och fick sitt nu gällande namn av Letcher 2008. Aquamyces chlorogonii ingår i släktet Aquamyces och familjen Aquamycetaceae.   Inga underarter finns listade i Catalogue of Life.